# Annette Rogers
Annette Rogers Kelly, née le 22 octobre 1913 à Chelsea (Massachusetts) et décédée le 8 novembre 2006, était une athlète américaine, spécialiste du 100 m.
Elle excellait aussi en saut en hauteur, remportant le titre national en salle en 1933 et 1936. Elle a également été sacrée ces années-là sur 200 m.
Elle a participé pour les États-Unis aux Jeux olympiques d'été de 1932 de Los Angeles, se classant sixième en hauteur et remportant le titre en relais 4 × 100 m avec Mary Carew, Evelyn Furtsch et Wilhelmina von Bremen. Quatre ans plus, elle conservait ce titre à Berlin avec Harriet Bland, Betty Robinson et Helen Stephens. Elle a aussi participé à deux relais qui établirent des records du monde en 1932.
Annette Rogers était la dernière championne olympique d'athlétisme de 1936 encore vivante. 

## Palmarès

### Jeux olympiques d'été
- Jeux olympiques d'été de 1932 à Los Angeles ( États-Unis)
  - 6e en saut en hauteur
  -  Médaille d'or en relais 4 × 100 m
- Jeux olympiques d'été de 1936 à Berlin ( Allemagne)
  - 5e sur 100 m
  - 5e en saut en hauteur
  -  Médaille d'or en relais 4 × 100 m